# Port lotniczy Ross River
Port lotniczy Ross River (IATA: XRR, ICAO: CYDM) – regionalny port lotniczy położony 2 kilometry na południe od Ross River, w prowincji Jukon, w Kanadzie.

## Drogi startowe i operacje lotnicze
Operacje lotnicze wykonywane są ze żwirowo-szutrowej drogi startowej:
- RWY 08/26, 1558 × 30 m